# Shukujo wa nani wo wasureta ka

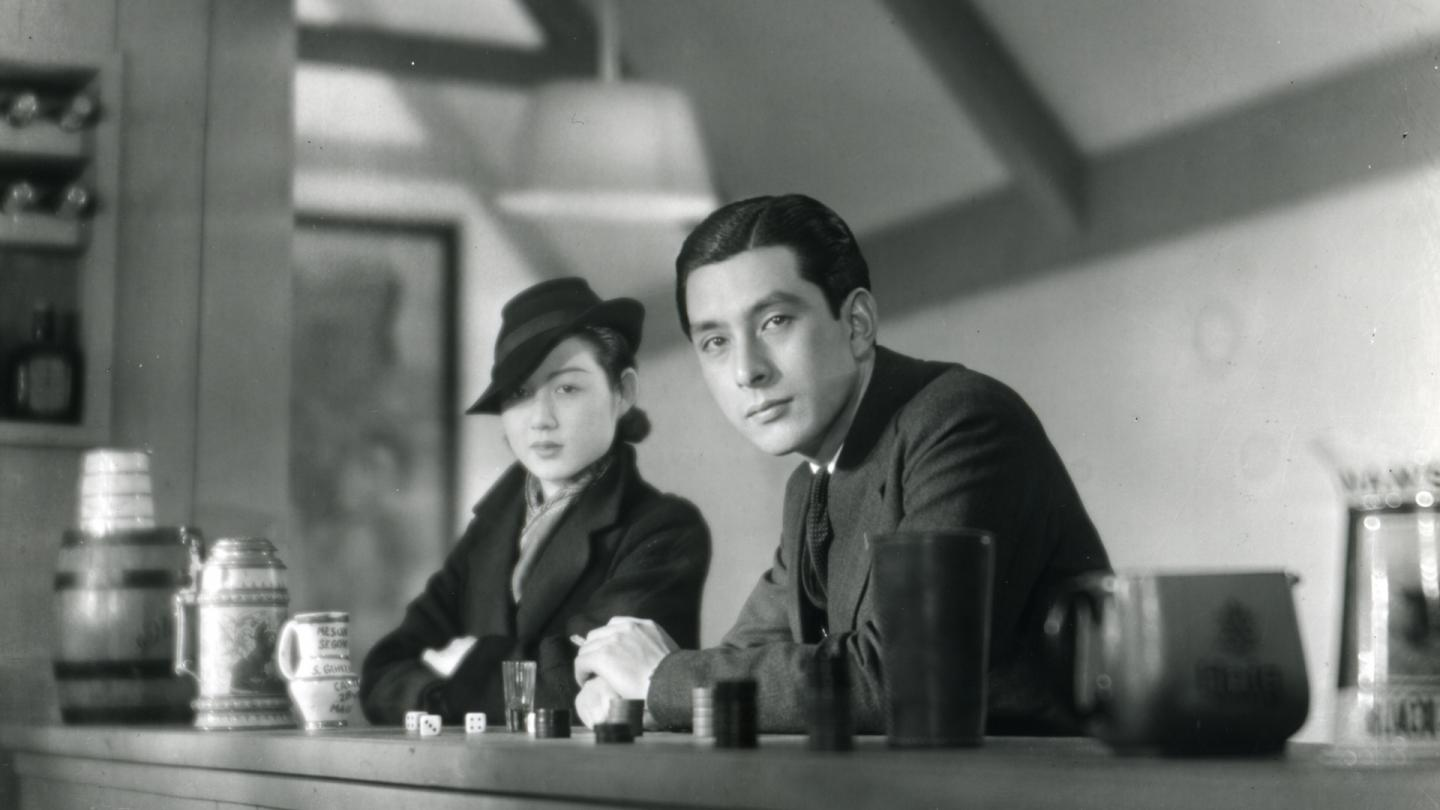
Escena amb Michiko Kuwano i Shūji Sano.

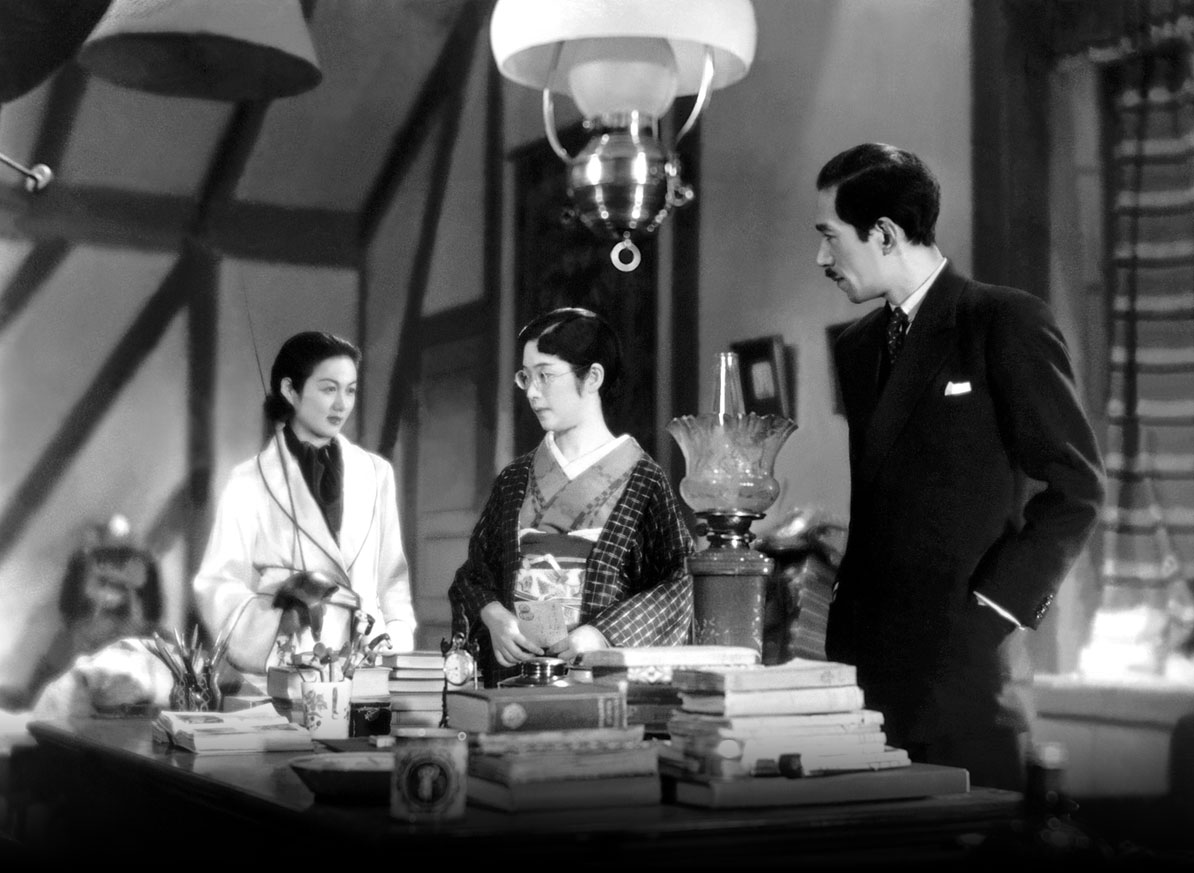
Escena amb Michiko Kuwano, Sumiko Kurishima i Tatsuo Saitō.

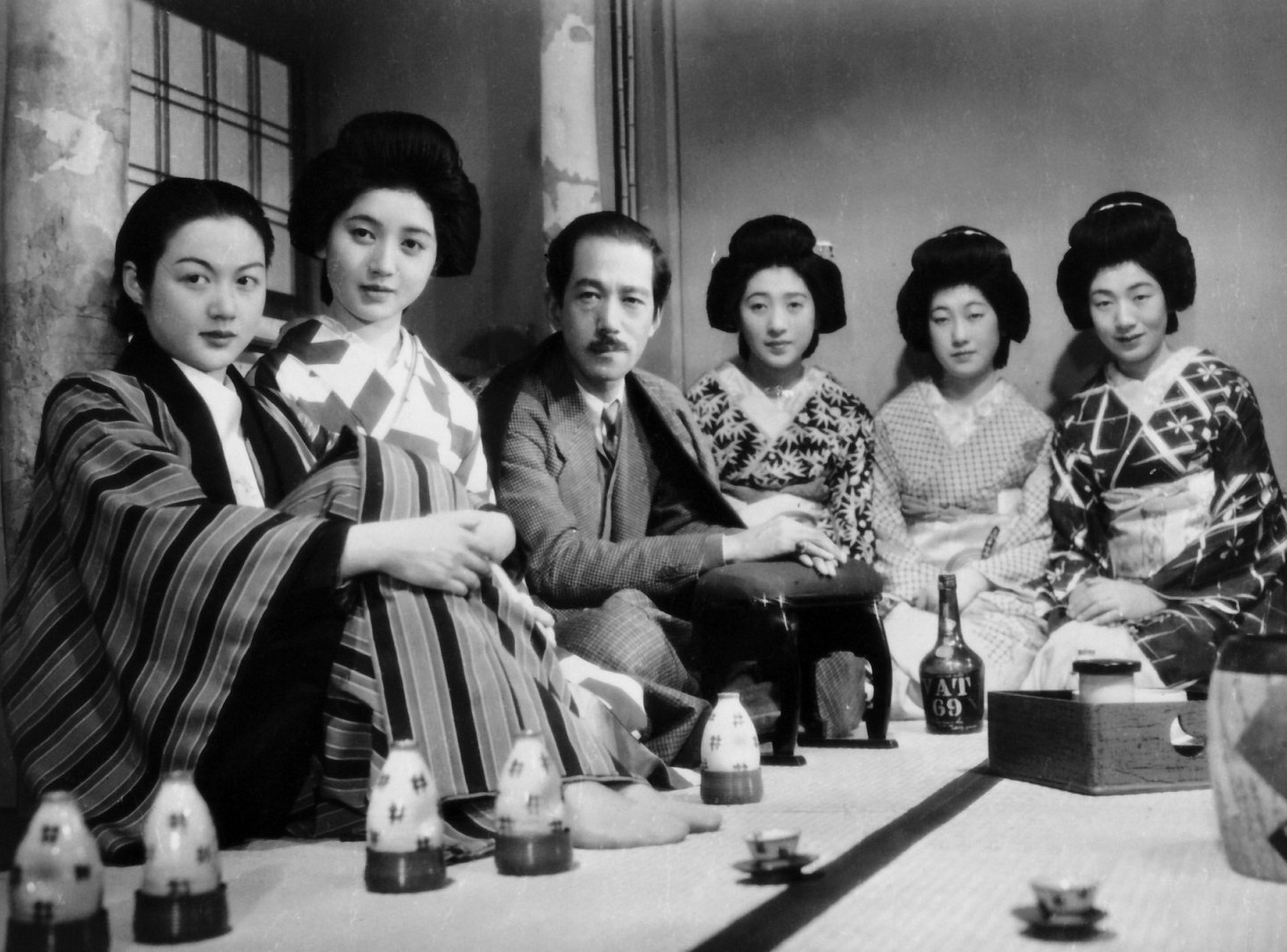
Escena amb Michiko Kuwano (a l'esquerra) i Tatsuo Saitō.

Shukujo wa nani wo wasureta ka (淑女は何を忘れたか, Què ha oblidat la senyora?) és una pel·lícula de comèdia dramàtica japonesa de 1937 dirigida per Yasujirō Ozu. L'any 2009 la pel·lícula fou classificada en el lloc 59 de la llista de les Millors pel·lícules japoneses de tots els temps per la revista de cinema japonesa Kinema Junpo.

## Argument
Komiya és un afable professor de medicina a una universitat de Tòquio, que viu en un matrimoni sense fills amb la seva estricta dona Tokiko. Quan la seva neboda d'Osaka, Setsuko, ve de visita, la Tokiko critica les seves maneres alliberades, inclòs el fet de fumar en públic, cosa que molesta la Setsuko.
La Tokiko demana al seu marit que vagi al seu viatge de golf habitual de cap de setmana a Izu, encara que a Komiya no li agrada. Per no molestar la seva insistent dona, en Komiya se'n va de totes maneres, però deixa el seu equip de golf amb el seu alumne Okada, i escriu una postal dient-li a Tokiko que fa un bon viatge i que fa bon temps. La Setsuko segueix el seu oncle a un bar Ginza i insisteix perquè en Komiya la porti a visitar una casa de geishes, on s'emborratxa. Komiya demana a l'Okada que porti la Setsuko a casa seva, on la Tokiko està disgustada pel comportament de la seva neboda. Passa la nit a casa d'Okada, preocupat pel temps plujós que hauria fet impossible el viatge de golf, que va escriure a la seva postal.
Quan Komiya torna a casa, Tokiko demana que doni una conferència a Setsuko. Mentre ell fingeix fer-ho, demana en secret a Setsuko que intercepti la traïdora postal. Malauradament, Setsuko falla, i en Tokiko llegeix la targeta i descobreix la mentida de Komiya. Ella perd la calma davant els dos, que se'n van per evitar més friccions. Al bar Ginza, la Setsuko dona una lliçó al seu oncle i li demana que afronti la seva dona. Al seu retorn, en Tokiko demana a la seva neboda que se'n vagi i renya en Komiya per donar mal exemple. Incapaç de contenir-se més, Komiya dona una bufetada a la seva dona. La Setsuko felicita en secret el seu oncle pel seu comportament, i després va a Tokiko i demana disculpes per haver causat problemes. Komiya també va a Tokiko per demanar disculpes. Quan torna a la seva habitació, Setsuko el renya per la seva inconseqüència, a la qual cosa respon que el millor és «fer el contrari», com renyar un nen mentre lloa a la superfície, o en el seu cas demanar perdó a la seva dona.
Quan Tokiko torna a trobar-se amb les seves amigues Chiyoko i Mitsuko, parla de l'incident com si estigués il·luminada per la «virilitat» del seu marit. La Setsuko es reuneix amb l'Okada abans d'anar a Osaka, fent broma sobre com es tractarien mútuament si estiguessin casats i anunciant el seu retorn per al partit de futbol universitari. Al vespre, Komiya i Tokiko es posen d'acord en com de buida està la casa sense Setsuko, i comparteeixenun cigarret.
- Sumiko Kurishima - Tokiko
- Tatsuo Saitō - Komiya
- Michiko Kuwano - Setsuko
- Shūji Sano - Okada
- Takeshi Sakamoto - Sugiyama
- Chōko Iida - Chiyoko, esposa de Sugiyama
- Ken Uehara - Himself
- Mitsuko Yoshikawa - Mitsuko
- Masao Hayama - Fujio, fill de Mitsuko
- Tomio Aoki - Tomio
- Mitsuko Higashiyama - Geisha

## Cultura popular
En una escena, Setsuko llegeix una edició de la revista de cinema francesa Pour Vous, on destaca una fotografia de l'estrella de cinema Marlene Dietrich.

## Lançament en DVD
El 2010, el BFI va llançar un DVD de la regió 2 de la pel·lícula com a característica addicional a la seva edició de format dual (Blu-ray + DVD) de Bakushū.